# Paenda
Габриэла Хорн (род. 29 января 1988 года), профессионально известная как Paenda (часто стилизованная под Pænda), является австрийской певицей, автором песен и музыкальным продюсером. Она представила Австрию на конкурсе песни Евровидение-2019 с песней «Limits».

## Жизнь и карьера
Габриэла родилась в январе 1988 года в Дойчландсберге, Штирии (Австрия). Она начала петь в хоре в своем родном городе в возрасте шести лет. В четырнадцать лет она начала писать песни и петь в различных поп-рок-группах. Она взяла уроки игры на гитаре и фортепиано и в 20 лет переехала в Вену, чтобы изучать эстрадную и джазовую музыку в Венском музыкальном институте, где она с отличием окончила учебу в 2013 году.
В 2016 году она официально начала заниматься музыкой как Paenda. Ёё первый сингл «Waves», выпущенный в конце 2016 года, привлек много внимания и был воспроизведен на радио. Год спустя, в январе 2018 года, был выпущен второй сингл «Good Girl», вскоре после этого, 2 февраля 2018 года, ее дебютный альбом «EVOLUTION I» был выпущен на Wohnzimmer Records. На свой первый альбом музыкант потратила два года. Двенадцать песен были созданы в основном, в собственной домашней студии.

### Евровидение
В 2019 году команда музыкальных экспертов и австрийский вещатель ORF выбрали Пэнду в качестве представителя Австрии на 64-м конкурсе песни Евровидение-2019 в Тель-Авиве.  С песней "Limits" (Пределы) певица заняла 17 место в полуфинале.

## Дискография

### Альбомы
- 2018: Evolution I [4]

### Синглы
- 2017: Waves
- 2018: Good Girl
- 2018: Paper-thin
- 2019: Limits